# Lac qui Parle
Der Lac qui Parle (französische Lehnübersetzung von Dakota mdeiyedan ‚See, der redet‘, auch Lac Qui Parle Lake-Reservoir oder ähnlich) ist ein vom Minnesota River durchflossener See in den Counties Lac qui Parle und Chippewa in Minnesota.

## Name
Der Dakota-Name soll sich aus den Bestandteilen mde ‚See‘, iye ‚redet‘ und dem Diminutivsuffix dan zusammensetzen. Zur Herkunft des Namens gibt es verschiedene Geschichten, möglicherweise ist seine Bedeutung sogar ganz anders. Der See wurde auf frühen Karten auch Iyedan Lake genannt, der französische Name setzte sich aber durch.

## Geografie
Der langgestreckte See besitzt eine maximale Längsausdehnung in NW-SO-Richtung von etwa 24,4 km. An seiner breitesten Stelle ist er 2,4 km breit. Der Lac qui Parle liegt auf einer Höhe von etwa 274 m und besitzt eine Wasserfläche von 26,8 km². Das Einzugsgebiet umfasst 10.485 km². Oberstrom des Lac qui Parle befindet der durch ein Wehr abflussregulierte Marsh Lake. Knapp 12 km vom unteren Seeende entfernt kreuzt der Minnesota State Highway 40 den See auf einem Straßendamm, an dessen nordöstlichen Ende die Milan Bridge liegt. Im südöstlichen Teil gibt es eine Bucht, die sich Richtung Watson Sag zieht. Die größte und einzige benannte Insel (Rosemoen Island) befindet sich südlich dieser Bucht.
Der See liegt in der Lac qui Parle Wildlife Management Area, im Süden grenzt der Lac qui Parle State Park an den See.

## Entstehung und Geschichte
Der See liegt im Urstromtal des River Warren, eines Ausflusses des letzteiszeitlichen Agassizsees. Nachdem dieser Strom zum Erliegen gekommen war, floss nur noch der deutlich kleinere Minnesota River durch das Tal. Der von Osten ins Tal tretende Lac qui Parle River und der Chippewa River bei Watson bildeten Schwemmkegel, die das Tal blockierten und so den Lac qui Parle aufstauten.
Unter dem Namen Lac qui Parle Flood Control Project wurde der See für den Hochwasserschutz umgebaut. Man errichtete ein Wehr bei Churchill am Minnesota und hob den Wasserstand des Sees um 2,5 m (8 Fuß) an. Gleichzeitig errichtete man bei Watson (Watson Wayside) im Chippewa River eine Staustufe – bei Hochwasser kann so das Wasser des Chippewa über den sogenannten Watson Sag, ein eiszeitliches Nebental, in den Lac Qui Parle fließen.